# Касіва (Тіба)

35°51′16″ пн. ш. 139°58′8″ сх. д. / 35.85444° пн. ш. 139.96889° сх. д.
Ка́сіва (яп. 柏市, かしわし, МФА: [kaɕiwa ɕi̥]) — місто в Японії, в префектурі Тіба.

## Короткі відомості
Розташоване в північно-західній частині префектури, в басейні річки Тоне. Виникло на основі постоялого містечка на Мітоському шляху. 1954 року тимчасово носило назву Токацу. Основою економіки є сільське господарство, рисівництво, виробництво електротоварів, комерція. Станом на 1 жовтня 2008 площа міста становила 114,90 км². Станом на 1 січня 2009 населення міста становило 392 833 осіб.

## Освіта
- Тібський університет (додатковий кампус)
- Токійський університет (додатковий кампус)